# En røverhistorie
En røverhistorie er en dansk kortfilm fra 2006, der er instrueret af Mikkel Blaabjerg Poulsen efter eget manuskript.

## Handling
Da 11-årige Ronnie henter sin far fra arbejde, tror han at de skal til flyveopvisning, men pludselig tager turen en uventet drejning, og Ronnie finder ud at hans far måske ikke helt er den supermand, som han gik og forestillede sig.

## Medvirkende
- Benjamin Boe Rasmussen - John
- Stanislav Sevcik - Dennis
- Ronnie Hiort Lorenzen - Ronnie
- Thomas Baldus - Centervagt
- Noah Lodberg - Dreng
- Mads Lodberg - Dreng